# Ernassa sanguinolenta
Espèce
Synonymes
- Phalaena sanguinolenta Cramer, 1779
- Automolis sanguinolenta (Cramer, 1779)[2]

Ernassa sanguinolenta est une espèce de lépidoptères (papillons) de la famille des Erebidae et de la sous-famille des Arctiinae.
On la trouve dans plusieurs pays d'Amérique du Sud, notamment en Guyane et au Suriname.
L'espèce a été décrite par l'entomologiste hollandais Pieter Cramer en 1779, sous le nom initial de Phalaena sanguinolenta,. La localité type est le Suriname.